# Joëlle Numainville
Joëlle Numainville (Laval, 20 novembre 1987) è un'ex ciclista su strada canadese, attiva tra le Elite dal 2007 al 2017.

## Carriera
Debutta tra le Elite nella stagione 2007 con il Team Expresscopy.com. Nel 2009 coglie alcuni risultati di prestigio imponendosi nella gara in linea dei Campionati panamericani e in quella dei campionati nazionali Under-23. In patria si ripete vincendo il titolo nazionale Elite in linea nel 2010, 2013 e 2015 e quello a cronometro nel 2013, mentre nel 2010 è argento in linea ai Campionati panamericani, battuta dalla sola Shelley Olds. Nel 2012 si classifica inoltre terza al Giro delle Fiandre.
Dal 2015 al 2016 gareggia in Europa per il team svizzero Bigla/Cervélo, vincendo nel 2016 a Doha il bronzo mondiale della cronometro a squadre; nel 2017, ultima stagione di attività, è invece tra le file del team statunitense Cylance Pro Cycling.

## Palmarès
- 2009 (ESGL 93, cinque vittorie)

Campionati panamericani, prova in linea
Campionati canadesi, prova in linea Under-23
2ª tappa Tucson Bicycle Classic
3ª tappa Tucson Bicycle Classic
5ª tappa Trophée d'Or
- 2010 (Webcor, due vittorie)

Grand Prix Cycliste de Gatineau
Campionati nazionali, prova in linea
- 2012 (Optum Kelly, una vittoria)

4ª tappa Tour de l'Ardèche
- 2013 (Optum Kelly, due vittorie)

Campionati nazionali, prova in linea
Campionati nazionali, prova a cronometro
- 2015 (Bigla, una vittoria)

Campionati nazionali, prova in linea
- 2016 (Cervélo-Bigla, una vittoria)

White Spot Delta Road Race

### Altri successi
- 2012 (Optum Kelly)

Classifica a punti Tour de l'Ardèche 

## Piazzamenti

### Grandi Giri
- Giro d'Italia

2015: 15ª
- Tour de l'Aude

2007: ritirata
2009: 42ª

### Competizioni mondiali
- Campionati del mondo

Mendrisio 2009 - In linea Elite: ritirata
Geelong 2010 - In linea Elite: 69ª
Copenaghen 2011 - In linea Elite: 12ª
Limburgo 2012 - Cronometro Elite: 21ª
Limburgo 2012 - In linea Elite: 13ª
Toscana 2013 - Cronosquadre: 8ª
Toscana 2013 - Cronometro Elite: 19ª
Toscana 2013 - In linea Elite: ritirata
Ponferrada 2014 - In linea Elite: ritirata
Richmond 2015 - In linea Elite: 11ª
Doha 2016 - Cronosquadre: 3ª
Doha 2016 - In linea Elite: 9ª